# Burg Altrietheim
Die Burg Altrietheim ist eine abgegangene Höhenburg bei der Gemeinde Rietheim-Weilheim im Landkreis Tuttlingen in Baden-Württemberg. Sie liegt auf 830 m ü. NN etwa 1,5 Kilometer östlich des zur Gemeinde gehörenden Weilers Rußberg.
Die um 1100 von den Herren von Rietheim in Talrandlage erbaute Burg ist im 16. Jahrhundert verfallen. Der verbliebene Mauerschutt und Geländespuren weisen auf einen Bergfried mit einer Grundfläche von etwa 7 mal 7 Meter hin.